# サブウェイ
サブウェイ（英: SUBWAY）は、アメリカ合衆国に本社を置くファーストフードチェーン。サブマリンサンドイッチという長楕円形のサンドイッチを主力商品としており、2024年現在、世界100カ国以上で約3万7,000店の店舗を構える。2010年末にマクドナルドを超えて世界最大の飲食店チェーンになったが、2024年時点では再びマクドナルド(約4万2,000店)に抜かれて2位になっている。
本項では、日本法人であるWATAMI FAST CASUAL MANAGEMENT合同会社についても記述する。

## 概要

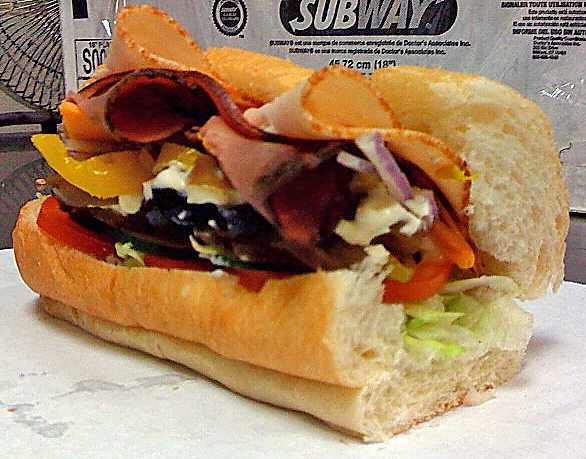
サブウェイクラブ サンドイッチ
（アメリカ・テキサス州）

サブウェイ店舗の世界分布（出典年度不明）

1965年8月、アメリカコネチカット州ブリッジポートで、フレッド・デルーカがピーター・バックからの資金援助を受け、サブマリンサンドイッチ店「ピートズ・スーパー・サブマリンズ」をオープンした。
1966年、運営会社としてドクター・アソシエイツを設立。
1968年、店をリブランドし、名前を「サブウェイ（Subway）」とした。
1974年までに16店舗まで拡大、さらなる拡大のためにフランチャイズ展開を開始した。
1984年、バーレーンに出店し、アメリカ国外での展開を開始。
2023年2月14日、創業者の死去に伴い、会社売却を検討していることを公表。同年8月24日、投資ファンドのロアーク・キャピタルに売却することで最終合意したと発表した。

## 店名の由来
SUBWAYという名称は、潜水艦型のサブマリンサンドイッチ（SUBMARINE SANDWICH）を客の好み（YOUR WAY）に作ることに由来する。
現在の本社は、コネチカット州ミルフォードにあるが、アメリカ国外の展開については、オランダのアムステルダムに本社を置くSubway International B.V.が統括している。サブウェイ本社はその理由を明確に公表していないが、オランダはタックス・ヘイヴンとして人気の国のひとつである。

## WATAMI FAST CASUAL MANAGEMENT

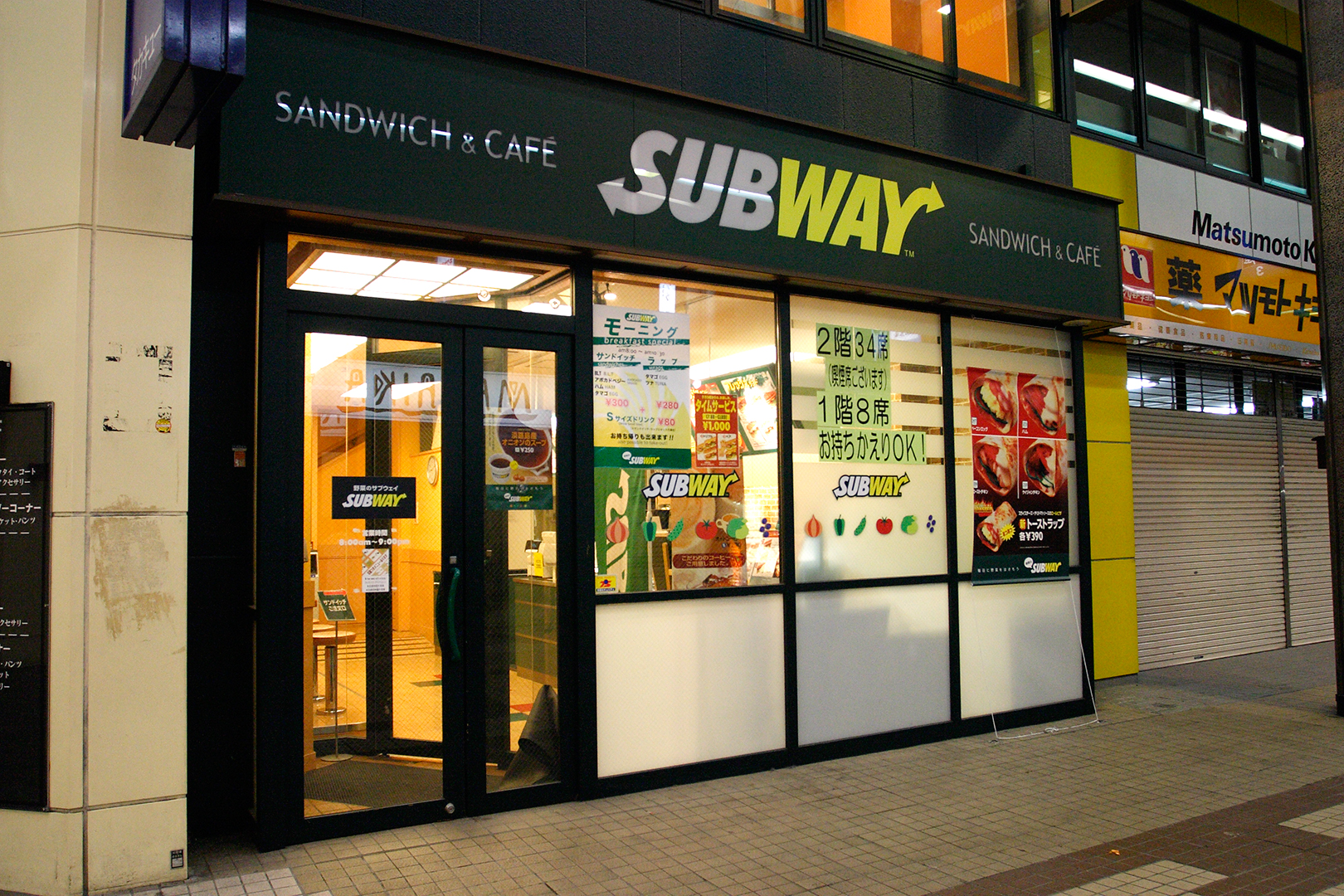
狸小路3丁目店（札幌市中央区、閉店済）

WATAMI FAST CASUAL MANAGEMENT合同会社（ワタミ ファスト カジュアル マネジメント、英: WATAMI FAST CASUAL MANAGEMENT G.K.）は、日本でサブウェイを展開する合同会社。2024年にワタミの完全子会社となり、現商号へ変更した。旧商号は日本サブウェイ合同会社。

### 日本における歴史

#### サントリー時代
1991年10月16日、サントリーホールディングスが子会社として日本サブウェイ株式会社を設立。翌1992年、アメリカのサブウェイ社とマスターフランチャイズ契約を締結し、日本国内での展開を開始、直営店とフランチャイズ加盟店の両輪で展開していた。
2011年度12月期には、過去最多新規出店となる92店舗および、過去最高売上となる146億8,000万円を達成した。
2014年6月には、国内店舗数が480店舗に達した。
だがその後、サブウェイ本社は、世界中で一社単独でのマスターフランチャイズの解消を進め、日本でも2016年の契約満了後に継続して契約を行わないことを決定した。自社でのチェーン展開を進めたいサブウェイからの提案を受け入れる形で、サントリーは同年1月、日本サブウェイ株式の65%をオランダのサブウェイインターナショナルグループ本社に売却した。サントリーはその後も飲料の納入や蓄積してきたノウハウ活用のため引き続き35%の保有は続けるとした。
2016年11月9日、本社を東京都港区赤坂3丁目8番8号から、東京都品川区東品川2丁目3番14号へ移転した。
2017年12月期の純利益は、同年末時点での資本金は1億円、純資産は5億3,563万6千円、総資産は15億9,930万2千円であった。
2018年3月、サントリーは残りの保有株式も全て売却し、日本サブウェイの経営から完全に撤退した。

#### 本社直営時代
2018年10月11日付で、株式会社から合同会社へ改組し、日本サブウェイ合同会社へ商号変更。
サントリーHD傘下時代は一部に直営店があったが、サブウェイ本社直営への移行に伴い、日本国内の直営店を全店フランチャイズ店へ転換した。
その後は店舗の整理を進め、500店近くあった店舗を半減。2019年12月下旬にはピーク時の半分以下の221店まで減らした。
2019年6月25日、出前館で一部商品のデリバリーサービスを開始した。また2019年からは、タッチパネル方式によるセルフオーダーシステムの店舗を増やしている。
2022年頃からは撤退した都道府県への再出店を進め、京都府や長崎県など店舗空白地帯となった地域での「復活」を果たしている。
2023年には共同代表であった鈴木孝尚が退任、同年4月からは阿相智久が引き続き単独で代表社員となった。

#### ワタミによる買収
2024年10月25日、ワタミがサブウェイ本社と日本国内でFCを展開する契約を結び、併せて日本サブウェイを買収。日本においてサブウェイを独占的に展開できる権利を得た。
2024年12月20日付で、日本サブウェイ合同会社からWATAMI FAST CASUAL MANAGEMENT合同会社へ商号変更。同年12月26日付で、本社を東京都大田区羽田1丁目1番3号（ワタミ本社内）へ移転した。ワタミの買収後も引き続き、代表は阿相智久が務める。
2025年2月時点の店舗数は約180店だが、ワタミは中長期的に店舗数を3,000店まで増やす目標を掲げており、従来店舗がなかった地域への新規出店や、かつて撤退した地域への再出店も意欲的に進めている。

### メニュー
当初は、アメリカと全く同じメニューのみを用意していたが、売り上げが伸び悩んだことから、日本国内限定メニューを用意し、またパン生地についても「欧米人と違い、日本人は唾液が少ない」ことから、1999年に日本国内専用の「しっとり生地」を採用するなどして、新規顧客の獲得に成功した。また日本オリジナルメニューの「えびアボカド」は好評なことから、グローバルメニューにも採用された。
パンの種類は、通常メニューで選択できるのは、ウィート、セサミ、ホワイト、ハニーオーツの4種。
2013年11月からフラットブレッドが追加されたが、「原材料手配の都合上」を理由に、2022年9月で販売終了した。
サンドウィッチの「パン抜き」というオーダーが可能で、かつては「裏技」扱いされていたが、2018年5月からは「サラダ」として正式にグランドメニューに掲載された。
野菜は無料で増量可能で、「多め」と注文すると約1.5倍、「上限」と注文すると約2倍の量になる。しかし原材料価格の高騰に伴い、2022年3月23日からは「多め」を超える注文ができるのはレタスのみとなった。

### 店舗
現行店舗については、公式ウェブサイト「店舗検索」を参照。

#### 未出店の都道府県
- 鳥取県は唯一、過去に一度も出店したことがない[46][注釈 1]。

#### 撤退した都道府県
かつては出店していたものの、以下の9県ではすべての店舗が閉店し撤退している。
1. 福島県：2012年12月24日にイオンタウン郡山へ出店[49]（県内初出店[50]）。2014年3月13日にはアピタ会津若松店へ出店[51]。2015年4月22日にヨークベニマル浜田店へ出店[52]（福島市初出店[53]）、2015年7月7日にヨークベニマルいわき泉店[54][55]などが出店。2021年10月24日、ヨークベニマル浜田店閉店をもって撤退。
2. 新潟県：イオン新潟青山店（2013年4月18日開店）[56]、竹尾インター店（2018年閉店）[57]、新潟駅ビル「CoCoLo」1階にJR新潟駅南口店（2019年8月31日閉店）[58]、アピタ新潟西店（2019年9月30日閉店）[59]、新潟万代シテイ店（バスセンター2階）など、新潟市内に数店舗あった。万代シテイバスセンター改装に伴い、2019年10月31日の新潟万代シテイ店閉店をもって撤退[60][61]。
3. 福井県：1996年にアル・プラザ鯖江店が開店（福井県1号店）、福井やしろ店（福井市）[62]、アピタ敦賀店[63]などが出店。2018年12月31日の福井やしろ店閉店をもって撤退[64]。
4. 岐阜県：2012年2月22日にマーサ21店を開店[65][66]。2014年4月24日にアスティ岐阜店を開店[67][68]。そのほか、カラフルタウン岐阜店（2017年12月30日閉店）[69]、イオンモール各務原店、イオンモール大垣店[70]、モレラ岐阜店[71]、マーゴ関店（関市）[72]などに出店。いずれも撤退した。
5. 島根県：ゆめタウン出雲店[73]があったが、2013年11月17日閉店をもって撤退。
6. 徳島県：ゆめタウン徳島店[74]をゆめタウン徳島開業時に出店（県内初出店）。2014年3月14日にフジグラン北島店を出店[75]。2018年4月30日のフジグラン北島店閉店をもって撤退。
7. 香川県：香川県庁前店（2015年2月28日閉店）[76]、高松丸亀町店（商店街内路面店）[77]、ゆめタウン高松店[78]、イオンモール綾川店[79]が出店。高松丸亀町店閉店をもって撤退。
8. 愛媛県：2012年1月20日にフジグラン重信店（東温市）を出店[80]。2012年6月29日にパルティ・フジ衣山店（松山市）を出店[81]。そのほか、フジグラン松山店[82]、エミフルMASAKI店[83]があった。エミフルMASAKIのリニューアルに伴い、2020年8月31日の同店閉店をもって撤退[84]。
9. 佐賀県：2012年7月20日に鳥栖プレミアム・アウトレットに出店[85][86]（県内初出店）。2013年4月15日にゆめタウン佐賀店を出店[87][88]。いずれも閉店。

## 宣伝・広告
- 中西哲生 - 元サッカー選手。2009年4月23日、日本サブウェイの「サンドウィッチ親善大使」に就任[89]。
- We Can☆47 - BSフジの子ども番組。2012年9月20日、日本サブウェイが番組とのコラボレーション商品「房州ひじきの黒だしカレースープ」を発売。
- チャウヌ - 韓国の男性アイドル。2023年7月、「アジア統一ブランドアンバサダー」に就任[90]。

## 事件・不祥事
- 2022年6月26日 - アメリカ合衆国ジョージア州アトランタ市内の店舗で「マヨネーズが多すぎる」と逆上した客が店内で銃を発砲し、1人が死亡、1人が重傷を負う事件が発生[91]した。

### 日本国内
- 2003年10月24日、ニュージーランドから輸入された冷凍パン生地に、安全性審査を経ていない遺伝子組み換え微生物由来の酵素が使用されている食品衛生法違反が判明した[92]。
- 2013年12月18日、2010年6月 - 2012年5月にかけて提供した約300万食のローストビーフに、食品衛生法で認められていない結着剤を使用していたことが判明した[93]。